# Finn Park
Het Finn Park is een multifunctioneel stadion in Ballybofey, een plaats in Ierland. 
In het stadion ligt een grasveld van 100 bij 73 meter. In het stadion is plaats voor 7.500 toeschouwers. Het stadion wordt vooral gebruikt voor voetbalwedstrijden, de voetbalclub Finn Harps FC maakt gebruik van dit stadion. Vanaf 2008 wordt er voor de thuisclub gebouwd aan een nieuw stadion, in de buurt van Finn Park. Dit stadion, dat Donegal Community Stadium zal heten vervangt Finn Park. Na de voltooiing van dat nieuwe stadion zal Finn Park worden afgebroken.
Dalymount Park (Bohemian FC) ·
Finn Park (Finn Harps FC) ·
Oriel Park (Dundalk FC) ·
Richmond Park (St. Patrick's Athletic FC) ·
Ryan McBride Brandywell Stadium (Derry City FC) ·
Showgrounds (Sligo Rovers FC) ·
Tallaght Stadium (Shamrock Rovers FC) ·
Tolka Park (Shelbourne FC) ·
Turners Cross (Cork City FC) ·
Waterford Regional Sports Centre (Waterford FC)
Athlone Town Stadium (Athlone Town FC) ·
Bishopsgate (Longford Town FC) ·
Carlisle Grounds (Bray Wanderers AFC) ·
Eamonn Deacy Park (Galway United FC) ·
Ferrycarrig Park (Wexford FC) ·
St. Colman's Park (Cobh Ramblers FC) ·
Stradbrook Road (Cabinteely FC) ·
Tallaght Stadium (Shamrock Rovers FC II) ·
UCD Bowl (University College Dublin AFC) ·
Head in the Game Park (Drogheda United FC) ·